# BMW H2R

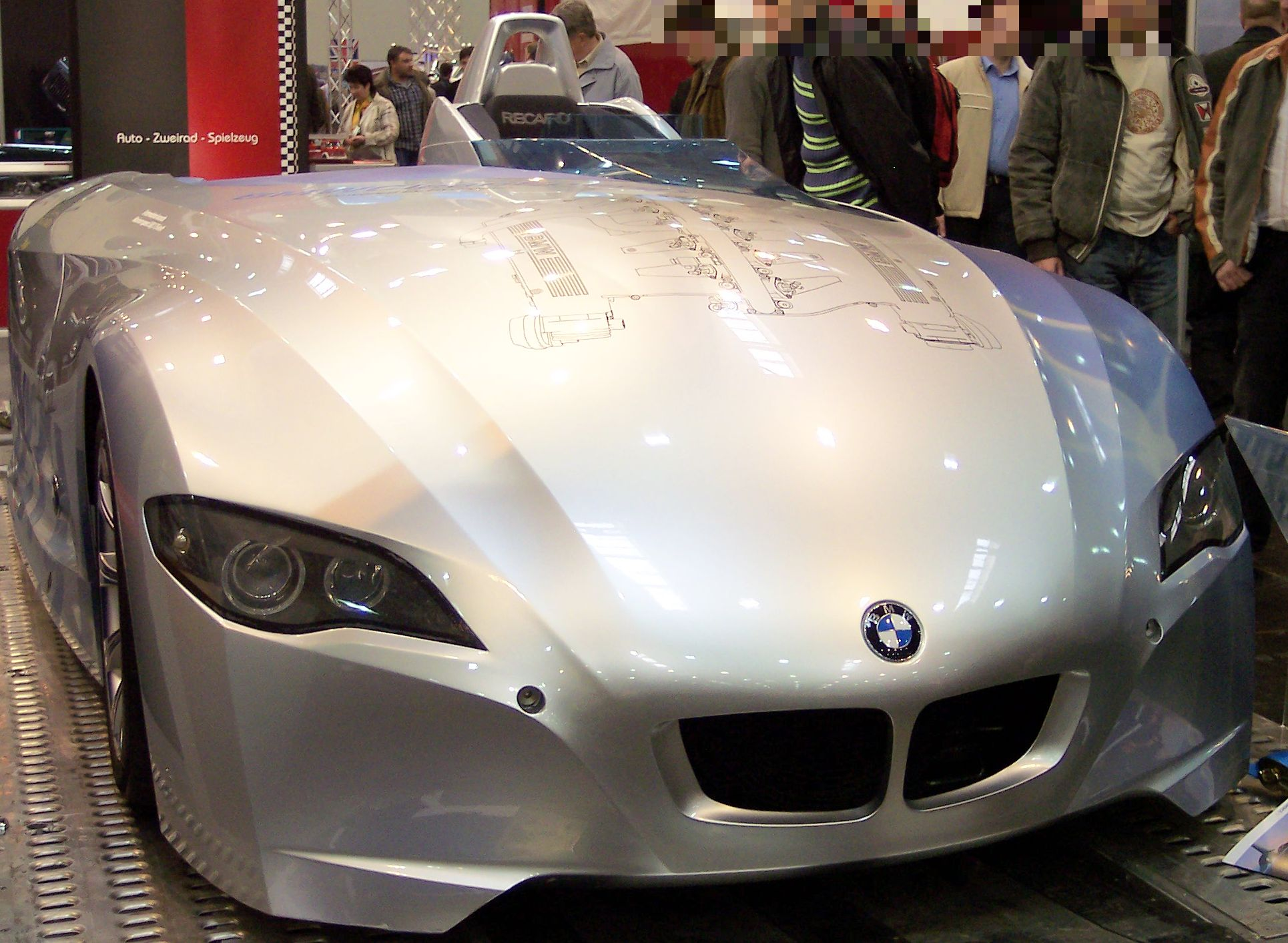
Frontansicht

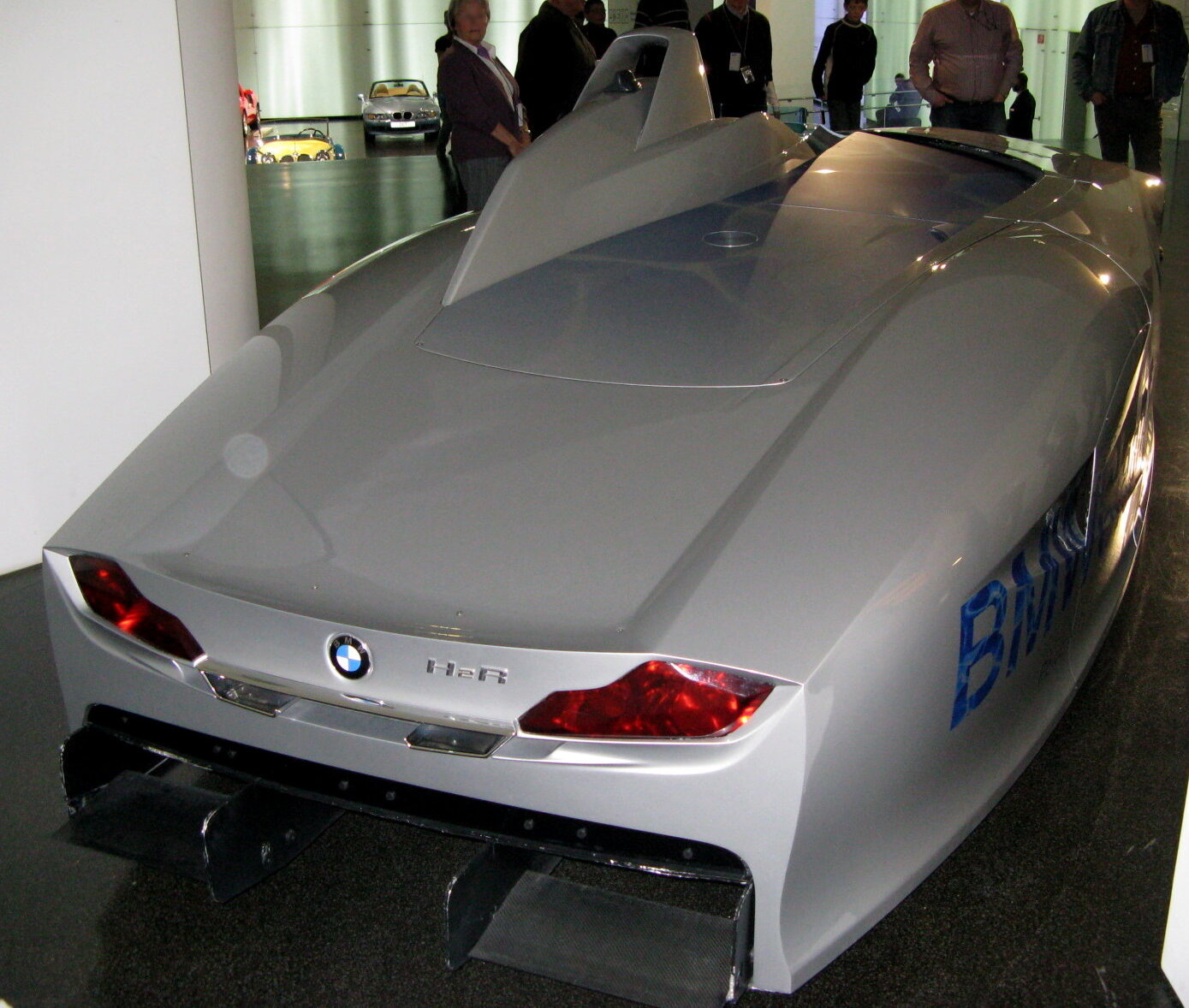
Heckansicht

Der BMW H2R (englisch Hydrogen Record Car) ist ein Versuchsfahrzeug mit Wasserstoffantrieb des deutschen Automobilherstellers BMW. Der H2R wurde bekannt durch neun Weltrekorde für wasserstoffbetriebene Fahrzeuge, die 2004 im Rahmen von Testfahrten auf der BMW-Teststrecke Circuit de Miramas im südfranzösischen Miramas aufgestellt wurden. Er ist im BMW-Museum ausgestellt.

## Technische Daten, Abmessungen
Im Gegensatz zu anderen Automobilherstellern verwendet BMW im Zusammenhang mit dem Wasserstoffantrieb auch beim H2R keine Brennstoffzelle, sondern einen weitgehend konventionellen Ottomotor, wie er auch in serienmäßigen Personenfahrzeugen eingebaut ist. Der Motor des H2R basiert auf dem BMW N73 V-12-Motor des BMW E65 (BMW 760i) mit 6 Litern Hubraum und 327 kW (445 PS). Er leistet im H2R noch 210 kW (285 PS). Der H2R erreicht damit eine Höchstgeschwindigkeit von 302,4 km/h.
Der Rahmen des Fahrzeugs besteht aus Aluminium, die Karosserie aus kohlenstofffaserverstärktem Kunststoff. Der doppelwandige Wasserstofftank ist neben dem Fahrer platziert.
Der H2R ist 5,40 Meter lang, 2,01 Meter breit, 1,34 Meter hoch und wiegt einschließlich Fahrer 1560 Kilogramm.
Der Strömungswiderstandskoeffizient (cw) des Wagens liegt bei 0,21.

## Rekorde
- Fliegender Start:
  - 1 Kilometer in 11,993 Sekunden (Durchschnittsgeschwindigkeit 300,190 km/h)
  - 1 Meile in 19,912 Sekunden (Durchschnittsgeschwindigkeit 290,962 km/h)

- Stehender Start:
  - ⅛ Meile in 9,921 Sekunden (Durchschnittsgeschwindigkeit 72,997 km/h)
  - ¼ Meile in 14,933 Sekunden (Durchschnittsgeschwindigkeit 96,994 km/h)
  - ½ Kilometer in 17,269 Sekunden (Durchschnittsgeschwindigkeit 104,233 km/h)
  - 1 Kilometer in 26,557 Sekunden (Durchschnittsgeschwindigkeit 135,557 km/h)
  - 1 Meile in 36,725 Sekunden (Durchschnittsgeschwindigkeit 157,757 km/h)
  - 10 Kilometer in 146,406 Sekunden (Durchschnittsgeschwindigkeit 245,892 km/h)
  - 10 Meilen in 221,052 Sekunden (Durchschnittsgeschwindigkeit 262,094 km/h)